# کارت پانچ

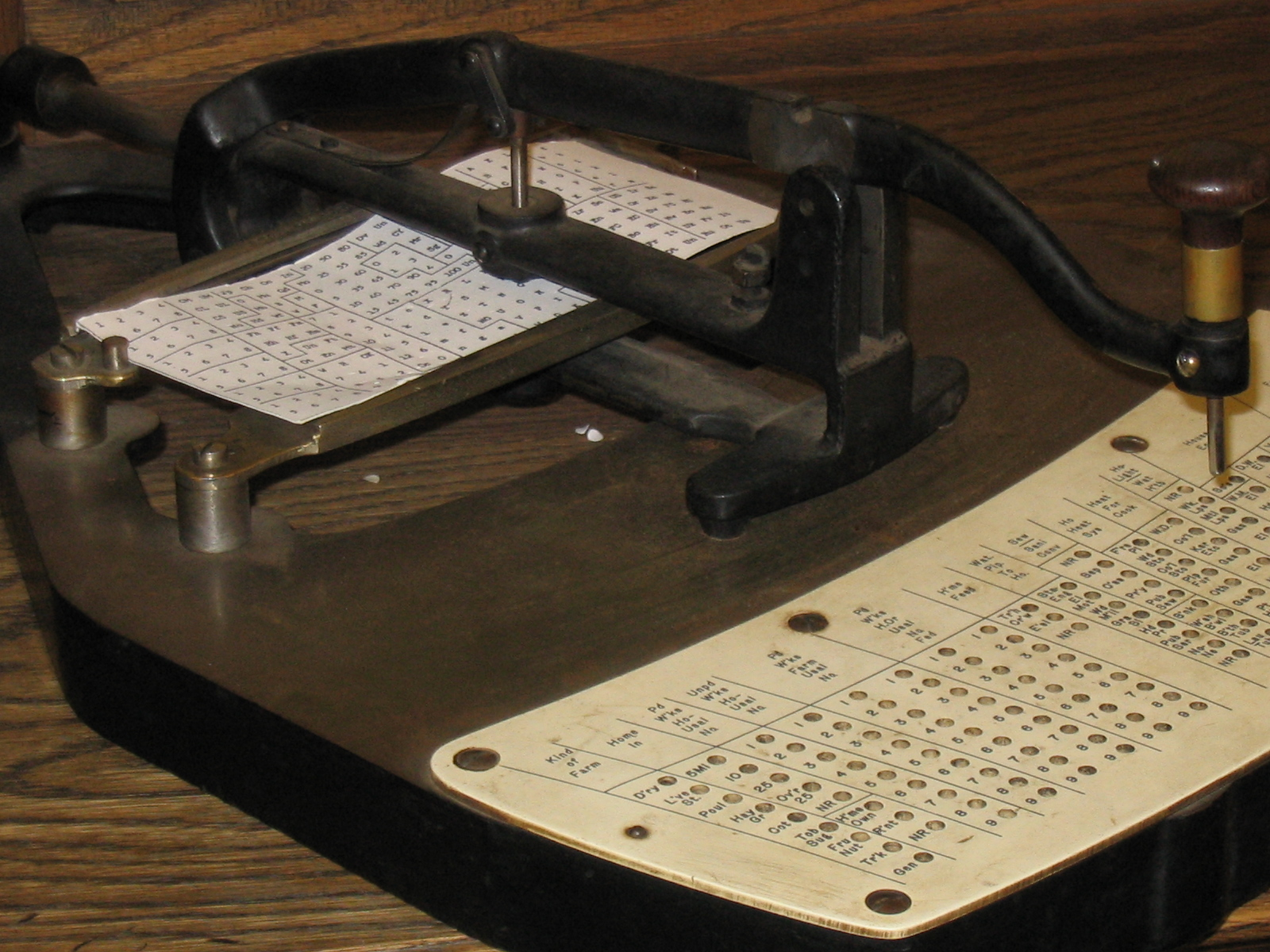
وسیله سوراخ کردن کارت

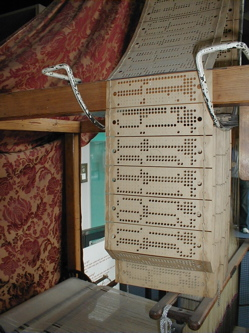
استفاده از پانچ کارت به عنوان حافظه مکانیکی در پارچه‌بافی

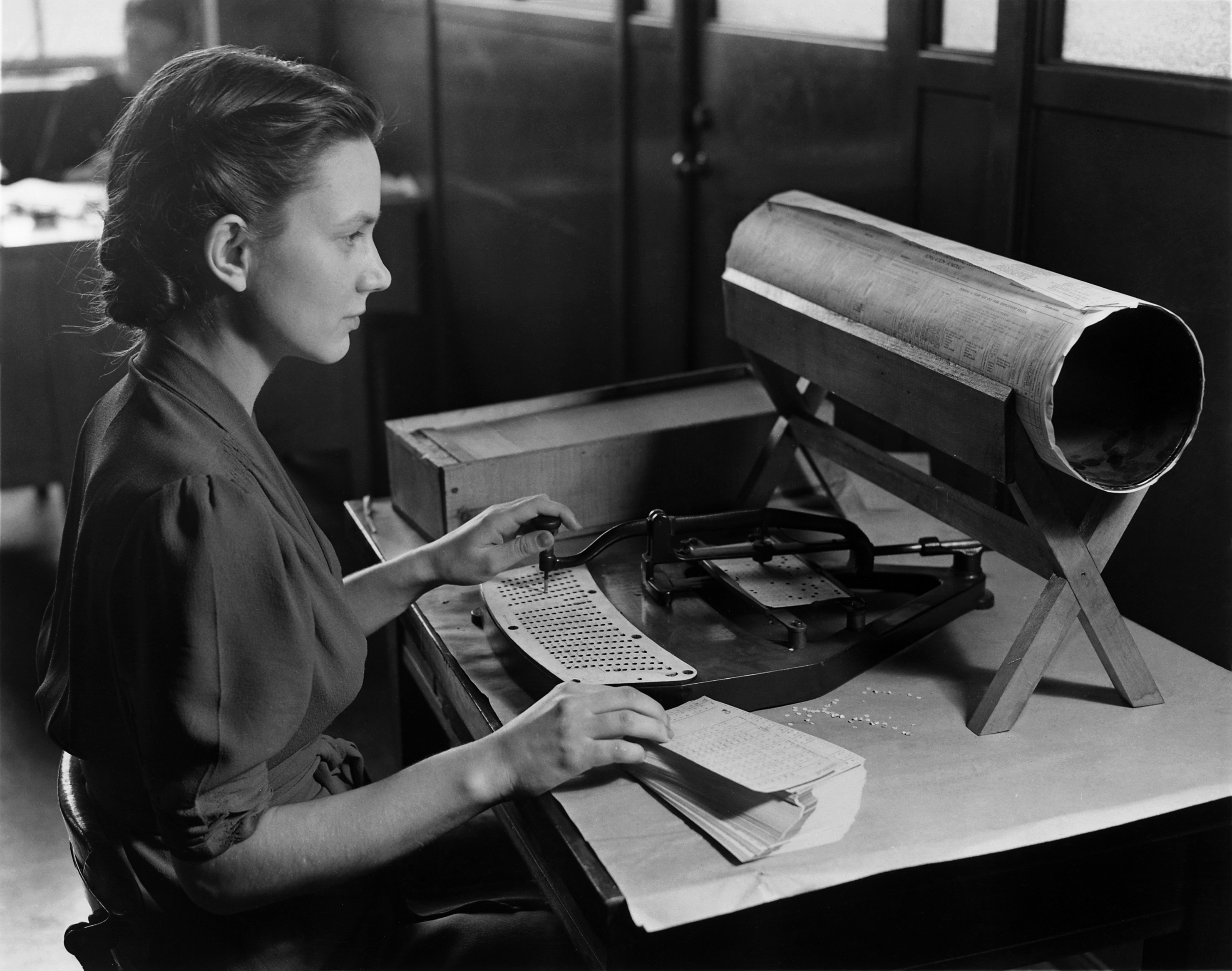
دختری در حوالی ۱۹۴۰ حین کار با کارت پانچ.

کارت پانچ یا کارت سوراخ‌شده یکی از روش‌های قدیمی برای ورود اطلاعات به رایانه و سایر وسایل الکترونیکی و مکانیکی است.
در این روش با وسیله‌ای خاص، سوراخ‌هایی کوچک در محل‌های از پیش تعیین شده بر روی یک کارت کاغذی ایجاد می‌شود. نوع کامپیوتری این کارت تقریباً به اندازهٔ پاکت نامه است.
از این وسیله برای ورود متن برنامه‌ها و داده‌ها به سامانه‌های رایانه‌ای قدیمی مورد استفاده قرار می‌گرفت و امروز استفاده از آن در رایانه منسوخ شده است ولی هنوز در برخی ماشین‌های بافندگی قدیمی از آن استفاده می‌شود.
در این روش وجود سوراخ در بخش تعیین شده به معنای مقدار یک در جبر بولی است.

## تاریخچه کارت پانچ
تاریخچه کارت پانچ. کارت پانچ استاندارد توسط سمین کورساکف در سال ۱۸۳۲ اختراع شد و بعدها توسط هرمان هولریث برای اولین بار در هیئت بهداشت شهر نیویورک و چندین ایالت جهت تنظیم جداول آمار حیاتی استفاده شد. پس از این استفاده آزمایشی، کارت‌های پانچ برای استفاده در سرشماری سال ۱۸۹۰ پذیرفته شد.
ایده هولریث برای استفاده از کارت‌های پانچ برای پردازش داده‌ها زمانی شکل گرفت که مشاهده کرد چگونه از کارت‌های پانچ برای کنترل دستگاه‌های بافندگی ژاکارد استفاده می‌شود. ژاکارد، بافنده‌ای که در حدود سال ۱۸۱۰ در فرانسه کار می‌کرد، ایده استفاده از سوراخ‌های ایجاد شده در مقوا را برای کنترل الگوی بافت‌های بافندگی اجرا کرد. بسیاری از دستگاه‌های بافندگی ژاکارد تا به امروز مورد استفاده قرار می‌گیرند، و گاهی اوقات می‌توانید رشته‌هایی از کارت‌های ژاکارد را برای فروش پیدا کنید.
استفاده از کارت‌های پانچ در ماشین بافندگی ژاکارد نیز بر چارلز بابیج تأثیر گذاشت. او تصمیم گرفت از کارت‌های پانچ برای کنترل ترتیب محاسبات در موتور تحلیلی پیشنهادی خود استفاده کند. برخلاف کارت‌های هولریث که ۵۰ سال بعد مورد استفاده قرار گرفت؛ کارت‌های پانچ شده بابیج مانند کارت‌های ژاکارد به هم متصل می‌شدند.
با تمام این تلاشش‌ها بابیج هرگز یک موتور تحلیلی نساخت. او صرفاً توانست سال‌ها بعد با ارائه مدارک، مانع حق ثبت این اختراع توسط شرکت هولریث شد.

## کارت‌های پانچ و منشأ IBM
مانند بسیاری از کارآفرینان مدرن، پس از اینکه هولریث اولین سری ماشین‌های کارت پانچ الکترومکانیکی خود را کامل کرد، دستگاه جدول‌بندی برای جمع‌آوری آمار از اطلاعات ثبت شده روی کارت‌ها و دستگاه مرتب‌سازی، شرکتی را تأسیس کرد. که در ابتدا به نام جدول‌بندی نامیده می‌شد.
مانند بسیاری از استارت‌آپ‌های با فناوری پیشرفته امروزی، شروع کار تا حدی دشوار بود. تا اینکه یک مدیر با تجربه وارد صحنه شد. توماس واتسون که قبلاً برای NCR کار می‌کرد، مسئولیت را بر عهده گرفت. یکی از اقدامات واتسون تغییر نام شرکت International Business Machines بود و در عرض چند دهه، شرکت او به حدی گسترش یافت که دولت فدرال از آن به دلیل نقض قوانین ضد تراست شکایت کرد.
ابعاد کلی کارت‌های پانچ که برای پردازش داده‌ها استفاده می‌شود، از زمانی که هرمان هولریث این شیوه را اختراع کرد، ثابت مانده است. ۳/۸ اینچ عرض و ۱/۴ اینچ ارتفاع و ۰٫۰۰۷ اینچ ضخامت. قبل از سال ۱۹۲۹، این اندازه‌ای استاندارد برای بسیاری از اسکناس‌های ایالات متحده بود. و ظاهراً دلیل انتخاب این ابعاد آن بود که بتوان کارت‌ها را در جعبه‌های ساخته شده برای وزارت خزانه داری ذخیره کرد. امروزه این ابعاد توسط کارت پانچ مدیا ۱ استاندارد EIA RS-292 تنظیم شده است. این استاندارد توسط ANSI X3.21-1967 که حفره‌های کارت را کنترل می‌کند و ANSI X3.26-1980 بر استفاده از کد Hollerith برای رمزگذاری داده‌های الفبایی عددی روی کارت‌ها افزوده شده است.

## تاریخچه کارت پانچ: کارت پانچ در سرشماری ۱۸۹۰
کد اصلی مورد استفاده برای ثبت اطلاعات کارت پانچ در سرشماری ۱۸۹۰ دارای ۲۲ ستون با ۸ موقعیت پانچ بود (اگرچه روی کارت در مجموع ۱۱ موقعیت پانچ در هر ستون وجود داشت). کدگذاری استفاده شده در آن کارت‌ها داده‌ها را در زمینه‌های ستونی رمزگذاری نمی‌کند، بلکه به هر موقعیت پانچ معنای خاصی اختصاص داده شده است.
نیاز به ذخیره داده‌های بیشتر در هر کارت منجر به فرمت‌های با تراکم بالاتر شد، ابتدا ۲۴ ستون هر کدام ۱۰ موقعیت در سرشماری ۱۹۰۰ (استنتاج از مقاله نشنال جئوگرافیک ۱۹۰۰) و سپس ۲۷ ستون هر کدام ۱۲ موقعیت در سرشماری ۱۹۱۰. در پایان دهه ۱۹۲۰، قالب استاندارد از ۴۵ ستون سوراخ گرد در هر کارت و ۱۲ موقعیت پانچ در هر ستون استفاده می‌کرد.
در سال ۱۹۲۸، شرکت Hollerith که اکنون به IBM تغییر نام داده است، قالب مستطیلی حفره ۸۰ ستونی را معرفی کرد. که تقریباً دوبرابر مقدار داده‌هایی بود که می‌توان روی یک کارت ثبت کرد، و در اواسط دهه ۱۹۳۰، IBM پیش‌بینی کرد که کارت‌های سوراخ گرد به زودی فضای ذخیره‌سازی اطلاعات بسیار زیادی خواهند شد.

## تاریخچه کارت پانچ: کارت پانچ در اوایل دهه ۱۹۹۰
کارت پانچ تا اوایل دهه ۱۹۹۰ همچنان مورد استفاده قرار گرفت، اما در مجموعه‌ای بسیار محدودی از کاربردها. مانند بلیط عوارض ایالتی. به دو دلیل قالب سوراخ گرد باقی مانده است: اول، IBM یک حق اختراع در قالب مستطیلی جدید خود داشت، بنابراین رقبا مجبور شدند خود را به قالب قدیمی محدود کنند. دوم، رمینگتون رند، یکی از رقبای اصلی IBM در دوران پیش از کامپیوتر، از کد Hollerith به یک کد ۶ بیتی منتقل شد که اجازه می‌داد ۹۰ ستون متن در کارت‌های ۴۵ ستونی قدیمی ذخیره شود. زمانی که رمینگتون رند UNIVAC را خرید، طبیعتاً قالب کارت ۹۰ ستونی خود را با کامپیوترهای UNIVAC ادغام کرد. از بسیاری جهات، کد کارت UNIVAC نسبت به نسخه سوراخ مستطیلی IBM برتر بود!
الیور جی. جونز می‌گوید: کارت‌های ۹۰ ستونی UNIVAC در دهه ۱۹۶۰ در فروشگاه بزرگ میسی و فروشگاه‌های لرنر، در بخش خرده‌فروشی، در دفتر تأمین پزشکی نیروی دریایی ایالات متحده و Polaris مورد استفاده قرار گرفتند. این کارت‌ها همچنین در سیستم کنترل موشک در بخش نظامی، اداره مالیات شهر نیویورک، لانگ آیلند روشنایی، نیز کاربرد داشت.

## سیستم UNIVAC SS90
مایک آلباگ در رابطه با کارت پانچ می‌گوید: در سال ۱۹۷۴ یا ۱۹۷۵ به برچیدن یک سیستم UNIVAC SS90 کمک کرد که تا چندی پیش از آن استفاده می‌شد. او همچنین سیستم UNIVAC مشابهی را دید که در همان زمان در ایستگاه تسلیحات دریایی Concord استفاده می‌شد. این سیستم‌ها ظاهراً از ۹۰ کارت ستون استفاده می‌کردند.
اگر به تجهیزات کارت پانچ فروخته شده توسط آی‌بی‌ام پس از سال ۱۹۳۱ نگاه کنید، پشتیبانی سخت‌افزاری کاملی از کد الفبایی عددی هولریث آی‌بی‌ام خواهید یافت. همچنین خواهید دید که اکثر دستگاه‌های فروخته شده به برنامه‌های عددی محدود می‌شدند. برای مثال، در زمانی که، دانشگاه آیووا با استفاده از کد هولریث، اسامی دانشجویان را روی کارت‌ها حک می‌کرد، دانشگاه‌های دیگر در حال توسعه رمزگذاری‌های عددی ۴ رقمی از نام‌های رایج بودند. تا بتوانند از نیاز به تجهیزات الفبایی گران‌تر اجتناب کنند.
کتاب کاربردهای عملی روش کارت پانچ در کالج‌ها و دانشگاه‌ها، ویرایش شده توسط GW Baehne توسط انتشارات دانشگاه کلمبیا در سال ۱۹۳۵ منتشر شده است، حاوی خلاصه‌ای عالی از وضعیت هنر پردازش داده‌های کارت پانچ در سال ۱۹۳۵، است.

## فرمت‌های کارت پانچ

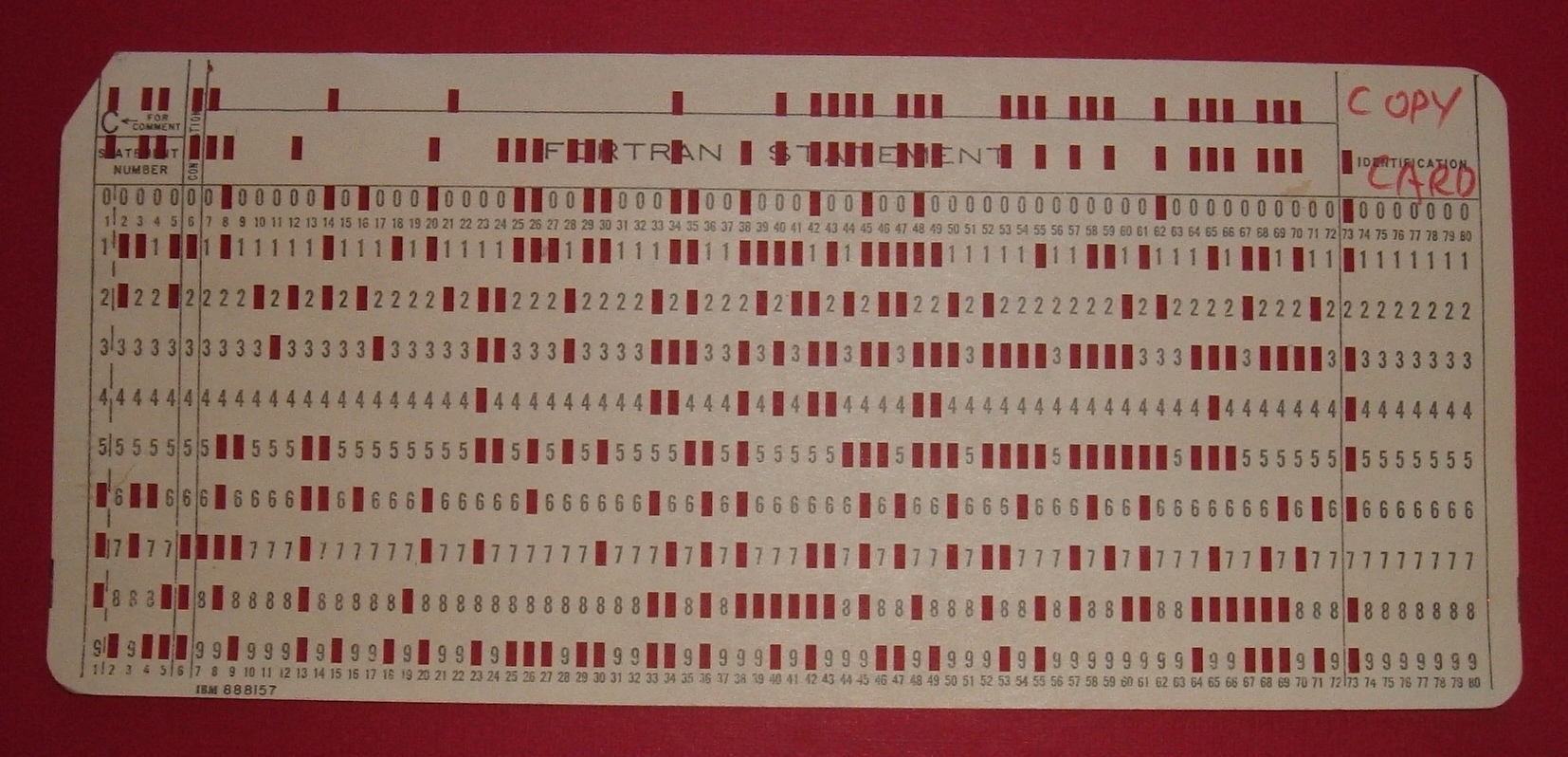
یک کارت پانچ یا کارت سوراخ‌شده

زمانی که کارت‌ها برای ذخیره اطلاعات با فرمت ثابت برای برنامه‌های پردازش داده استفاده می‌شدند، تقریباً همیشه با اطلاعات قالب چاپ می‌شدند. به طوری که یک خواننده معمولی به راحتی می‌توانست تشخیص دهد که چه پانچ‌هایی روی کارت چه اطلاعاتی را در خود دارند. این چاپ می‌تواند برای یک برنامه کاملاً تخصصی باشد، یا صرفاً می‌تواند فیلدها را به روشی استاندارد تنظیم کند، بدون اینکه روی کارت نشانی از هدف داشته باشد.
توجه به این نکته مهم است که برنامه‌های معمولی پردازش کارت از دهه ۱۸۹۰ تا ۱۹۵۰ نیازی به استفاده از رایانه نداشتند. برای مثال، یک دسته کارت از یک برنامه خرده‌فروشی را می‌توان بر اساس فیلد دسته‌بندی در یک مرتب‌کننده کارت مرتب کرد. و سپس هر دسته را می‌توان از طریق یک ماشین جدول‌بندی اجرا کرد تا فیلدهای قیمت همه کارت‌ها در آن دسته یا عملکردهای حسابداری مشابه جمع‌آوری شود.
معمولاً، کارت‌های با فرمت ثابت، قالب را در لبه بالایی کارت ثبت می‌کردند؛ زیرا کی‌پانچ‌ها تقریباً همیشه اطلاعات متنی خود را در امتداد این لبه چاپ می‌کردند. گاهی، اطلاعات در جای دیگری از کارت ثبت می‌شد. این تغییر الگو در کارت‌هایی که برای پانچ کردن ماشینی در نظر گرفته شده بود، رایج تر بود. مانند کارت دستگاه سیم پیچ گاردنر دنور. این کارت برای کنترل یک دستگاه سیم پیچ نیمه اتوماتیک استفاده می‌شد. دستگاهی که برای سیم کشی صفحات پشتی بسیاری از مین فریم‌ها و مینی کامپیوترهای دهه ۱۹۶۰ استفاده می‌شد.

## کارت ۸۰ ستونی
در دهه ۱۹۵۰، IBM از نسخه کوتاه شده کارت ۸۰ ستونی، تنها با ۵۱ ستون را پشتیبانی می‌کرد. این کارت‌ها اغلب در خرده فروشی‌ها و سایر برنامه‌های کاربردی که به ظرفیت ذخیره‌سازی محدودی در هر کارت نیاز داشتند استفاده می‌شدند. آنها در حجم و کاغذ صرفه جویی کردند، اما به تجهیزات پردازش کارت IBM بسیار پیچیده شد تا از هر دو فرمت پشتیبانی شود.

## کارت‌های پانچ در عصر کامپیوتر
با ظهور رایانه‌ها، کارت‌های پیچیده و از پیش قالب‌بندی شده همچنان برای نگهداری داده‌ها مورد استفاده قرار می‌گرفتند. علاوه بر این، کارت‌ها با فرمت‌هایی خاص برای نیازهای برنامه‌نویسان چاپ می‌شدند. برخی از کارت‌های پانچ از نظر پیچیدگی با کارتهای استاندارد پردازش داده برابر بودند.
“کارت دستورالعمل ماشین حساب IBM” در اوایل دهه ۱۹۵۰ احتمالاً برای استفاده توسط برنامه نویسان IBM 701، اولین رایانه عمومی IBM، چاپ شد. این کارت شامل فیلدهایی برای آدرس‌های نمادین و عددی است؛ بنابراین احتمالاً از یک اسمبلر ابتدایی استفاده شده است. که مستقیماً کد شیء مونتاژ شده را روی کارت‌هایی که کد منبع را در خود نگه می‌دارند، حک می‌کند.
همان‌طور که زبان‌های برنامه‌نویسی پیچیده‌تر شدند، آن‌ها از قالب ثابت به فرمت آزاد تغییر کردند و مواد از پیش چاپ شده روی کارت‌ها شروع به تغییر کردند.

## زبان‌های سطح بالا FORTRAN و COBOL
با استانداردسازی گسترده زبان‌های سطح بالا مانند FORTRAN و COBOL، کارت‌های پانچ عمومی به‌طور گسترده‌ای برای آن زبان‌ها فروخته شد. این زبان‌ها کاملاً آزاد بودند و فقط محدودیت‌هایی در قالب داشتند. اما سنت کارت‌هایی با فیلدهای مشخصاً برچسب‌گذاری شده برای مدت طولانی ادامه داشت.
از آنجایی که کاربران کمتری درخواست کارت‌هایی با علامت‌های فیلد مخصوص برنامه‌های خود را داشتند، این احتمال بیشتر می‌شد که کاربران از کارت‌هایی که برای یک هدف خریداری کرده بودند و برای اهداف دیگری استفاده می‌کردند. در مراکز کامپیوتری دانشگاه، تبدیل به یک مشکل بزرگ شد. راه حل پیشنهادی، سفارش کارت‌هایی با چاپ سفارشی برای شناسایی مؤسسه بود. البته صرفاً گذاشتن نام مؤسسه روی کارت خیلی چالش‌برانگیز نبود؛ بنابراین بسیاری از موسسات کوچک و بزرگ لوگوی شرکتی را اضافه کردند.
کار طراحی گرافیکی که در ساخت صفحات چاپی ویژه برای کارت پانچ انجام می‌شود می‌تواند هزینه بر باشد؛ بنابراین گاهی اوقات، مؤسسات مسیری ارزان‌تر را انتخاب می‌کنند. و به جای طراحی فرم اطراف لوگو، مانند پرینستون، یک فرم استاندارد را با آرم خود چاپ می‌کنند.

## کارت‌های ۱۲۸ ستونی ای ام بی
در دهه ۱۹۶۰، IBM یک کارت ۱۲۸ ستونی را معرفی کرد. که شامل ۴ ردیف از موقعیت‌های ۳۲ کاراکتری بود که هر موقعیت کاراکتر با استفاده از یک کد ۶ بیتی پانچ می‌شد. این کارت‌ها با ارتفاع ۵/۸ اینچ و عرض ۱/۴ اینچ، به‌طور قابل توجهی کوچکتر از کارت‌های Hollerith اصلی بودند. و می‌توانستند ۳۸ کاراکتر داده بیشتر در هر کارت نسبت به استاندارد قدیمی UNIVAC داشته باشند. این کارت‌ها همراه با رایانه‌های «کسب‌وکار کوچک» سیستم ۳ آی‌بی‌ام معرفی شدند. و قصد داشتند کارت ۸۰ ستونی را از بازار خارج کنند. علی‌رغم مزایای آشکار آن‌ها، این کارت‌ها هرگز فراتر از برخی برنامه‌های تخصصی خاص، به ویژه برچسب‌های قیمت خرده فروشی و مدیریت موجودی، مورد توجه قرار نگرفتند. کارت‌های ۱۲۸ ستونی نیز تنها با ۹۶ ستون از داده‌های پانچ شده استفاده می‌شدند. و به جای ۳ ردیف معمول، فضایی برای ۴ ردیف چاپ در امتداد لبه بالایی باقی می‌ماند.

## تاریخچه کارت پانچ: کارت۲های پانچ در دهه ۷۰
اکثر کاربران این کارت‌ها را ۹۶ ستونی می‌دانستند. در اوایل دهه ۱۹۷۰، تقاضای زیادی برای پشتیبانی از متن ترکیبی بزرگ و کوچک وجود داشت. که نیاز به تغییر از یک کد ۶ بیتی به یک کد ۸ بیتی بود. به منظور حفظ سازگاری، ۲ بیت بالای کد ۸ بیتی جدا از ۶ بیت پایین پانچ شدند و ردیف بالایی کارت (که قبلاً برای ستون‌های ۹۷–۱۲۸ رزرو شده بود) برای نگهداری ۳ مسیر داده ۲ بیتی تقسیم شدند. به جای یک مسیر داده ۶ بیتی. طراحی کد هوشمندانه تضمین می‌کند که کارت‌های قدیمی که با استفاده از کد ۶ بیتی پانچ شده‌اند، با استفاده از نرم‌افزار ۸ بیتی تا زمانی که کارت بیش از ۹۶ ستون داده نداشته باشد، به درستی خوانده می‌شوند.
متن چپ‌چین‌شده